# Die drei kleinen Waisenkätzchen
Die drei kleinen Waisenkätzchen ist ein US-amerikanischer animierter Kurzfilm von David Hand aus dem Jahr 1935.

## Handlung
Drei kleine Kätzchen werden im Winter in der Nähe einer großen Villa ausgesetzt. Die drei gelangen in das Haus und erkunden zunächst die Küche. Das erste Kätzchen fällt in einen Kuchen, das zweite wird in einer Glasflasche gefangen und das dritte stößt einen Pfefferstreuer um und muss ständig niesen. Am Ende geht zahlreiches Geschirr zu Bruch. Auch im Kinderzimmer richten die drei Kätzchen Chaos an.
Das schwarze Kätzchen hat dort eine Feder entdeckt, die es fangen will. Über die Küche gelangt es so ins Wohnzimmer und folgt der Feder bis auf das Klavier. Zunächst rennt es die Tasten entlang, um die Feder zu fangen und aktiviert schließlich unabsichtlich die Spielautomatik. Das Klavier beginnt, Kitten on the Keys von Zez Confrey zu spielen. Die beiden anderen Kätzchen haben sich inzwischen auch am Klavier eingefunden und lassen sich schon bald auf den sich automatisch bewegenden Tasten tragen. Nachdem aus Versehen der Schnellspielmodus aktiviert wird, beginnt das Chaos und die Kätzchen fliehen schließlich, wobei erneut einiges Porzellan zu Bruch geht. Das afro-amerikanische Hausmädchen findet die drei schließlich und will sie schon hinauswerfen, als die kleine Tochter des Hauses die Kätzchen an sich nimmt.
Am Ende sitzen alle drei Kätzchen, als Babys verkleidet, im Kinderzimmer und saugen recht verdrießlich an Nuckelflaschen.

## Produktion
Die drei kleinen Waisenkätzchen erschien am 26. Oktober 1935 im Rahmen der Disney-Trickfilmreihe Silly Symphonies. Der Film basiert auf der Kindergeschichte The Three Little Kittens von Eliza Follen aus dem Jahr 1856. Die Stimme des Hausmädchens war die Charakterdarstellerin Lillian Randolph, welche später noch bei Tom und Jerry die Hausbesitzerin sprach.
Disney brachte 1936 die Fortsetzung More Kittens heraus.

## Auszeichnungen
Die drei kleinen Waisenkätzchen gewann 1936 den Oscar in der Kategorie „Bester animierter Kurzfilm“.
Auf den 4. Internationalen Filmfestspielen von Venedig 1936 wurde der Film gemeinsam mit Wer schoss auf Robin? und On Ice mit einem Spezialpreis ausgezeichnet.